# Руапеху
Руапе́ху (маори Ruapehu) — действующий стратовулкан в Новой Зеландии.
Является самой высокой точкой Северного острова Новой Зеландии высотой 2797 метров. Расположен в 23 км к северо-востоку от города Охакуне и в 40 км к юго-западу от южного берега озера Таупо. Имеет три главных пика — Тахуранги (маори Tahurangi; 2 797 м), Те Хеухеу (маори Te Heuheu; 2 755 м) и Парететаитонга (маори Paretetaitonga; 2,751 м). Активный кратер расположен между этими вершинами.
Склоны вулкана Руапеху покрыты лесами. Выше 1700—2000 м лежат снега, и находятся ледники. Последнее извержение произошло 25 сентября 2007.
Руапеху в переводе с маорийского — «гремящая бездна».